# Joyful Noise
Joyful Noise es una película musical, protagonizada por Queen Latifah, Dolly Parton, Keke Palmer, Courtney B. Vance y la introducción de Jeremy Jordan. Fue escrita y dirigida por Todd Graff, con la música góspel de Mervyn Warren. La película fue estrenada en los cines estadounidenses el 13 de enero de 2012. En la película, dos mujeres de fuerte mentalidad se ven obligadas a cooperar cuando los recortes presupuestarios amenazan con cerrar un coro de un pequeño pueblo.

## Sinopsis
Cuando en un pequeño pueblo fallece de forma repentina el director de un coro de góspel, dos mujeres, una madre soltera (Queen Latifah) y la viuda del director (Dolly Parton) deberán dejar aparte sus diferencias y unir sus fuerzas para evitar que el coro desaparezca, que siga reinando la armonía y, de paso, poder competir en un importante concurso nacional de cantos de góspel.

## Reparto
- Queen Latifah como Vi Rose Hill.
- Dolly Parton como G. G. Sparrow
- Keke Palmer como Olivia Hill, hija de Vi.
- Jeremy Jordan como Randy Garrity, nieto de Sparrow y amor de Olivia.
- Dexter Darden como Walter Hill, hijo de Vi.
- Courtney B. Vance como pastor Dale.
- Kris Kristofferson como Bernard Sparrow, último esposo de G. G.
- Angela Grovey como Earla, coreógrafa del coro.
- Paul Woolfolk como Manny, joven guitarrista interesado en Olivia.
- Francis Jue como Ang Hsu, miembro del coro a quien le atrae Earla.
- Jesse L. Martin como Marcus Hill, exmarido de Vi Rose.
- Andy Karl como Caleb, miembro del coro cuya familia pierde su negocio.
- Dequina Moore como Devonne, habladora miembro del coro.
- Roy Huang como Justin, segundo amante de Earla.
- Judd Lormand como oficial Darrel Lino.
- Ivan Kelley Jr. como solista del coro de Nuestra Señora de la Lágrima Perpetua.
- Kirk Franklin como Baylor Sykes, líder del coro de una iglesia rival.
- Karen Peck como anfitrión de la competencia, vocalista de «Mighty High».

## Producción
Canción del corazón se comenzó a rodar en febrero de 2011 en localizaciones de toda Georgia, como Atlanta, Decatur, Newnan, Dallas, Conyers, Peachtree City y el histórico Restaurante de Howard en Esmirna. La película terminó el rodaje a principios de abril de 2011.

## Recepción
Canción del corazón ha recibido críticas generalmente negativas de los críticos. Hasta el 13 de febrero de 2012, la película ha mantenido un índice de aprobación del 33% en Rotten Tomatoes, con el consenso que dice: «Los números musicales de Canción del corazón son sólidamente entretenidos y se beneficia de la química considerable de Queen Latifah y Dolly Parton; por desgracia, no son suficientes para compensar el resto de la película». Roger Ebert del Chicago Sun-Times describió la película como «un montaje torpe de piezas que no encajan y lo extraño es que no hace ningún esfuerzo particular para complacer a su público objetivo, que al parecer es amantes de los coros de góspel». Metacritic, sin embargo, dijo que la película recibió críticas mixtas o promedio y dio a la película un 44% de 100. Christy Lemire de The Boston Globe consideró que «si alguna encarnación de Glee se fuera a desarrollar para la Cadena Cristiana de Difusión, es probable que se parezca mucho a Canción del corazón». Pedro Debruge de Variety dice que «a pesar del enorme volumen de la música que se ofrece, muy poco de ella se siente auténtica o inspiradora, especialmente». Todd McCarthy de The Hollywood Reporter sintió que todo el mundo en la película «es tan fundamentalmente decente y santurrón que ni la tensión real ni los conflictos irresolubles emergen».
Algunos críticos encontraron cosas positivas que decir sobre la película. Richard Corliss de la revista Time señaló que «el crítico en mí, autoritariamente, puede declarar que la película es una porquería. El fan en mí envió su camiseta a la tintorería para remover las lágrimas». Owen Gleiberman de la revista Entertainment Weekly «consideró que los números musicales de la película son pegadizos y ruidosos y, en modo iluminador, más bien conmovedores». Rex Reed de The New York Observer dijo: «No esperes gran arte y saldrás sonriendo con el ritmo de Joyful Noise».

## Taquilla
La película abrió en el #4 en la taquilla del fin de semana, recaudando $11,2 millones en su primer fin de semana. Se proyectó en 2 735 salas y ha recaudado $30 932 113 hasta la fecha.